# Staffolo
Staffolo és un comune (municipi) de la província d'Ancona, a la regió italiana de les Marques, situat a uns 35 quilòmetres al sud-oest d'Ancona. A 1 de gener de 2019 la seva població era de 2.211 habitants.
Staffolo limita amb els següents municipis: Apiro, Cingoli, Cupramontana, Jesi i San Paolo di Jesi.